# Óscar Flores Sánchez
Óscar Flores Sánchez Pareja (Ciudad Juárez, Chihuahua; 22 de junio de 1907-Chihuahua, Chihuahua, 20 de noviembre de 1986) fue un abogado y político mexicano, miembro del Partido Revolucionario Institucional. Se desempeñó como gobernador de Chihuahua de 1968 a 1974 y como procurador general de la República durante la presidencia de José López Portillo de 1976 a 1982.

## Biografía y carrera
Llevó a cabo sus estudios básicos en la ciudad de Chihuahua y su carrera profesional en la Escuela Nacional de Jurisprudencia de la Universidad Nacional Autónoma de México.
Ocupó los cargos de Subsecretario de Ganadería a nivel federal y fue Senador por Chihuahua, postulado candidato del PRI a gobernador de Chihuahua fue elegido y tomó posesión el 4 de octubre de 1968. Dos días después del Movimiento Estudiantil de 1968. Ese mismo año, se casó por segunda ocasión, esta vez con la actriz Patricia Morán, quien se convertiría en la primera artista en contraer matrimonio con un político, en este caso un gobernador, convirtiéndose también en la primera dama de Chihuahua durante su periodo como gobernante de 1968 a 1974.
Como gobernador a Oscar Flores Sánchez le correspondió enfrentar al descontento estudiantil que continuaba a pesar de la represión que se había dado en la Ciudad de México que llevó a una toma y huelga de la Universidad Autónoma de Chihuahua en 1973, así como a la insurgencia de la Liga Comunista 23 de Septiembre que llevó a cabo actos de terrorismo urbano como asaltos bancarios y secuestros durante su gobierno, —el más conocido en el cual murió la abogada Avelina Gallegos, miembro del comando asaltante— en ambos casos fue conocido por la mano dura con la que los combatió apoyado por el entonces comandante de la zona militar Fernando Pámanes Escobedo, aunque como parte de su político otorgó la autonomía a la Universidad.
En 1976 el presidente José López Portillo lo designó procurador general de la República, desde este cargo Oscar Flores siguió su política de mano dura contra cualquier movimiento opositor y particularmente conocido fue su actuación en contra de su casi homónimo el gobernador de Coahuila Oscar Flores Tapia a quién consiguió desaforar y hacerlo dejar su cargo bajo acusaciones de peculado. Así mismo fue repetidas veces señalado por complicidad con el narcotráfico, aunque nunca pudieron ser probadas estas acusaciones. Al terminar este cargo, se retiró de la política activa.

## Muerte
Su esposa, Patricia Morán, permaneció con él hasta que el 20 de noviembre de 1986, Sánchez falleciera los 79 años de edad.